# Восово
Восово (грч. Σφηκιά, Сфикија) је насељено место у општини Бер у периферији Средишња Македонија, Грчка. Према попису из 2021. године било је 343 становника.
Према бугарском географу и историчару, Василу Канчову, у Восову је 1900. године живело 255 Грка хришћана. Македонски историчар Тодор Симовски, 1998. године наводи да је Восово хеленизовано словенско насеље.